# Hyponephele davendra
Hyponephele davendra là một loài bướm thuộc họ Nymphalidae. Nó có thể được tìm thấy từ Iran đến Afghanistan, Ấn Độ, và Pakistan, Himalaya, Tây Tạng, và Trung Á..

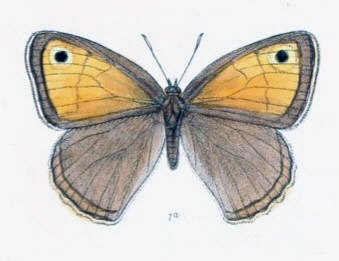

Sải cánh dài 38–45 mm. Con trưởng thành bay thành nhiều lứa trong năm.

## Phụ loài
- Hyponephele davendra seravschana (Ghissarsky, Zeravshansky, Turkestansky Mountains)
- Hyponephele davendra fergana (Alaisky Mountains, norther and Inner Tian-Shan)
- Hyponephele davendra latistigma (Kopet-Dagh, miền nam Ghissar)